# Gasselte
Gasselte (52° 58′ N, 6° 48′ L) é uma cidade dos Países Baixos, na província de Drente. Gasselte pertence ao município de Aa en Hunze, e está situada a 16 km, a leste de Assen.
Em 2001, a cidade de Gasselte tinha 1081 habitantes. A área urbana da cidade é de 0.49 km², e tem 513 residências. 
A área de Gasselte, que também inclui as partes periféricas da cidade, bem como a zona rural circundante, tem uma população estimada em 1640 habitantes.